# Кастро де ла Серда, Яков Антонович
Граф Яков Антонович Кастро де ла Серда (де Кастро-Лацерд; 1733 — май 1800) — русский генерал, участник подавления Пугачевского восстания и русско-турецкой войны 1787—1791 годов, претендент на корону Испании во время объявленной Павлом I Русско-испанской войны.
Родился в Австрийских Нидерландах и принадлежал к младшей ветви герцогского рода Мединасели. Был офицером прусской армии, во время Семилетней войны при неизвестных обстоятельствах был принят в чине капитана на русскую службу. По формулярному списку показан из «гишпанских вельмож 1-й степени».
С 1761 года служил в Ревельском драгунском полку. Участвовал в подавлении Пугачевского бунта; в чине премьер-майора возглавлял команду на Сибирской линии, проходя со своим отрядом Челябинск, получил распоряжение императрицы задержаться в городе для обороны его от сил мятежников. Позже служил в чине полковника в Полоцком пехотном полку.
1 января 1787 года произведён в бригадиры. В ходе русско-турецкой войны 1787—1791 годов участвовал в 1788 году в осаде и взятии Очакова, во главе Полоцкого полка в составе левофланговой штурмовой колонны генерал-поручика А. Н. Самойлова.
Путешествовавший по России Франсиско де Миранда познакомился с Кастро де ла Сердой в Кременчуге, о чём оставил запись в дневнике от 1 февраля 1787:

Здесь я познакомился с бригадиром Кастро де ла Серда, уроженцем Фландрии, находящимся на российской службе. Более 40 лет назад он побывал в Испании, но в настоящее время уже не говорит по-испански. Прожив долгие годы в Сибири, стал её ярым патриотом, привык к тамошнему климату и т. д. Ему около 70 лет.— Миранда Ф. де, Путешествие по Российской Империи
14 апреля 1789 года произведён в генерал-майоры, в 1796-м — в генерал-поручики (24 ноября переименован в генерал-лейтенанты).
При Павле I с 3 декабря 1796 по 7 октября 1797 года был шефом Староингерманландского мушкетёрского полка, с 7 октября 1797 года — комендантом Ревеля и шефом Ревельского гарнизонного полка, с 4 марта 1800 года — шефом гарнизонного полка Д, образованного из Ревельского гарнизонного полка и Перновского гарнизонного батальона.
22 сентября 1798 года произведён в генералы от инфантерии.
В марте 1801 года, через несколько дней после убийства императора, участник заговора генерал Л. Л. Беннигсен в письме Б. Б. Фоку среди нелепых выходок Павла приводил следующую, относящуюся к событиям русско-испанской войны:

В своем безумии Павел предназначал уже испанский трон одному испанцу, Кастель де-ла Сердо, который в молодости вступил младшим офицером в русскую службу и женился на немке, а теперь был уже в отставке и жил среди многочисленного своего семейства. Он был поражен, когда ему объявили, какие намерения имеет император относительно него. Чтобы помочь ему и не заставить его вступать на испанский трон в нищенском положении, Павел пожаловал ему на Украине прекрасное имение с тысячью душ.— Беннигсен Л. Л. Два письма // Исторический Вестник. — Т. 148. — Петроград, май — июнь 1917. — С. 551.
Насколько слова немецкого наёмника, «всегда презиравшего Россию и русских», соответствуют истине, неизвестно, и не было ли всё это шуткой императора, но Кастро де ла Серда происходил по женской линии от знаменитого дома де ла Серда, действительно имел поместье на Украине, а основанная им русская ветвь рода Мединасели была внесена во II часть родословной книги Подольской губернии.
Вопреки утверждению Беннигсена, Кастро де ла Серда не был в отставке; в одном из номеров «Ведомостей» в 1799 году было опубликовано, что «12-го июля Его Имп. Величество объявил своё благоволение генералу от инфантерии графу Декастро-Лацерде за исправность его полку».
22 мая 1800 года исключён из списков умершим.
Его единственная дочь Евгения вышла замуж за представителя семьи французских эмигрантов Шарля де Роберти, который получил право потомственно использовать соединённую фамилию де Роберти де Кастро де ла Серда. Потомками Евгении Яколевны были, в том числе, философ-позитивист Е. В. де Роберти де Кастро де ла Серда, его сестра, поэтесса и автор первого полного русского перевода «Дон-Кихота» М. В. Ватсон, их брат генерал А. В. де Роберти де Кастро де ла Серда и сын последнего — Н. А. де Роберти, полковник РИА и, позже, агент ОГПУ.